# Nicolás Otamendi
Pour les articles homonymes, voir Otamendí.
Nicolás Otamendi, né le 12 février 1988 à Buenos Aires en Argentine, est un footballeur international argentin qui évolue au poste de défenseur central au Benfica Lisbonne.
Il participe avec la sélection argentine à la Coupe du monde 2010 en Afrique du Sud puis à la Coupe du monde 2018 en Russie ainsi qu'à la Coupe du monde 2022 au Qatar. Il remporte cette dernière avec sa sélection.

## Biographie

### Carrière en club
Nicolás Otamendi commence sa carrière professionnelle dans son pays natal, sous les couleurs de CA Vélez Sarsfield. Il quitte cette équipe en 2010, après plus de quinze saisons passées dans son club formateur.
En 2010, il rejoint ainsi l'Europe et plus particulièrement le club portugais du FC Porto. Il est très régulièrement utilisé, même s'il ne trouvera jamais une place de titulaire indiscutable pendant ces quatre saisons au club. Il remportera tout de même huit titres, dont trois championnats, et une Ligue Europa.
En 2014, il rejoint le Valence CF, mais n'y restera qu'une seule saison.
Le 20 août 2015, il s'engage pour cinq ans à Manchester City. Le montant du transfert s'élève à 45 millions d'euros. Il remporte son premier titre en Angleterre dès sa première saison, en battant Liverpool en finale de la Coupe de la Ligue anglaise.
Le 29 septembre 2020, Nicolás Otamendi rejoint le Portugal en s'engageant pour le Benfica Lisbonne tandis que Rúben Dias fait le chemin inverse.

### Carrière en équipe nationale
Nicolás Otamendi reçoit sa première sélection en équipe d'Argentine le 20 mai 2009, en amical contre le Panama (victoire 3-1).
L'année suivante, il est retenu par le sélectionneur Diego Maradona afin de participer à la Coupe du monde 2010 organisée en Afrique du Sud. Lors de ce mondial, il joue trois matchs, contre la Grèce en phase de poule, puis contre le Mexique en huitièmes, avant de disputer le quart de finale perdu face à l'Allemagne.
Le 2 septembre 2011, il inscrit son premier but en équipe nationale, lors d'un match amical face au Venezuela, ce qui s'avère être le seul but de la rencontre.
Par la suite, en 2015, il est retenu par le sélectionneur Gerardo Martino afin de participer à la Copa América organisée au Chili. Lors de cette compétition, il joue cinq matchs. L'Argentine s'incline en finale face au pays organisateur, après une séance de tirs au but. L'année suivante, il participe à la Copa América Centenario, organisée aux États-Unis. Lors de cette compétition, il joue six matchs. Il s'illustre en inscrivant un but contre le Panama en phase de poule. L'Argentine s'incline une nouvelle fois en finale, et encore face au Chili.
Le 6 septembre 2016, il marque son troisième but en équipe nationale, lors d'une rencontre face au Venezuela rentrant dans le cadre des éliminatoires du mondial 2018 (score : 2-2). Il marque son quatrième but le 27 mars 2018, en amical contre l'Espagne (défaite 6-1).
Il se voit ensuite retenu par le sélectionneur Jorge Sampaoli afin de participer à la Coupe du monde 2018 organisée en Russie. Lors de cette compétition, il prend part à tous les matchs disputés par son équipe. L'Argentine s'incline en huitièmes de finale face à l'équipe de France.
L'année suivante, le sélectionneur Lionel Scaloni lui offre la possibilité de disputer une troisième Copa América. Lors de cette compétition organisée au Brésil, il joue six matchs. L'Argentine se classe troisième du tournoi, en prenant sa revanche sur le Chili lors de la petite finale.
Le 11 novembre 2022, il est sélectionné par Lionel Scaloni pour participer à la Coupe du monde 2022.

## Statistiques
| Saison                | Club                    | Championnat           | Championnat | Championnat | Coupe nationale | Coupe nationale | Coupe de la Ligue | Coupe de la Ligue | Supercoupe | Supercoupe | Compétition(s) continentale(s) | Compétition(s) continentale(s) | Compétition(s) continentale(s) | Coupe du monde des clubs | Coupe du monde des clubs | Total | Total |
| Saison                | Club                    | Division              | M.          | B.          | M.              | B.              | M.                | B.                | M.         | B.         | Comp.                          | M.                             | B.                             | M.                       | B.                       | M.    | B.    |
| 2007-2008             | Vélez Sarsfield         | Primera División      | 1           | 0           | -               | -               | -                 | -                 | -          | -          | -                              | -                              | -                              | -                        | -                        | 1     | 0     |
| 2008-2009             | Vélez Sarsfield         | Primera División      | 18          | 0           | -               | -               | -                 | -                 | -          | -          | -                              | -                              | -                              | -                        | -                        | 18    | 0     |
| 2009-2010             | Vélez Sarsfield         | Primera División      | 19          | 1           | -               | -               | -                 | -                 | -          | -          | CS+CL                          | 6+8                            | 0                              | -                        | -                        | 33    | 1     |
| 2010-2011             | Vélez Sarsfield         | Primera División      | 2           | 0           | -               | -               | -                 | -                 | -          | -          | -                              | -                              | -                              | -                        | -                        | 2     | 0     |
| Sous-total            | Sous-total              | Sous-total            | 40          | 1           | -               | -               | -                 | -                 | -          | -          | -                              | 14                             | 0                              | -                        | -                        | 54    | 1     |
| 2010-2011             | FC Porto                | Primeira Liga         | 15          | 5           | 2               | 0               | 2                 | 0                 | -          | -          | C3                             | 13                             | 1                              | -                        | -                        | 32    | 6     |
| 2011-2012             | FC Porto                | Primeira Liga         | 20          | 2           | 1               | 0               | 2                 | 0                 | -          | -          | SC+C1+C3                       | 1+5+1                          | 0                              | -                        | -                        | 30    | 2     |
| 2012-2013             | FC Porto                | Primeira Liga         | 29          | 0           | 2               | 0               | 3                 | 1                 | 1          | 0          | C1                             | 8                              | 0                              | -                        | -                        | 43    | 1     |
| 2013-2014             | FC Porto                | Primeira Liga         | 13          | 0           | 2               | 0               | -                 | -                 | 1          | 0          | C1                             | 4                              | 0                              | -                        | -                        | 20    | 0     |
| Sous-total            | Sous-total              | Sous-total            | 77          | 7           | 7               | 0               | 7                 | 1                 | 2          | 0          | -                              | 32                             | 1                              | -                        | -                        | 125   | 9     |
| 2014                  | Atlético Mineiro (prêt) | Serie A               | 5           | 0           | -               | -               | -                 | -                 | -          | -          | CL                             | 7                              | 0                              | -                        | -                        | 12    | 0     |
| 2014-2015             | Valence CF              | Liga                  | 35          | 6           | 3               | 0               | -                 | -                 | -          | -          | -                              | -                              | -                              | -                        | -                        | 38    | 6     |
| 2015-2016             | Manchester City FC      | Premier League        | 30          | 1           | 2               | 0               | 5                 | 0                 | -          | -          | C1                             | 12                             | 0                              | -                        | -                        | 49    | 1     |
| 2016-2017             | Manchester City FC      | Premier League        | 30          | 1           | 5               | 0               | 1                 | 0                 | -          | -          | C1                             | 7                              | 0                              | -                        | -                        | 43    | 1     |
| 2017-2018             | Manchester City FC      | Premier League        | 34          | 4           | 2               | 0               | 2                 | 0                 | -          | -          | C1                             | 8                              | 1                              | -                        | -                        | 46    | 5     |
| 2018-2019             | Manchester City FC      | Premier League        | 18          | 0           | 5               | 1               | 4                 | 0                 | 1          | 0          | C1                             | 5                              | 0                              | -                        | -                        | 33    | 1     |
| 2019-2020             | Manchester City FC      | Premier League        | 24          | 2           | 3               | 0               | 3                 | 1                 | 1          | 0          | C1                             | 8                              | 0                              | -                        | -                        | 39    | 3     |
| Sous-total            | Sous-total              | Sous-total            | 136         | 8           | 17              | 1               | 15                | 1                 | 2          | 0          | -                              | 40                             | 1                              | -                        | -                        | 210   | 11    |
| 2020-2021             | SL Benfica              | Primeira Liga         | 27          | 1           | 4               | 0               | -                 | -                 | 1          | 0          | C3                             | 6                              | 0                              | -                        | -                        | 38    | 1     |
| 2021-2022             | SL Benfica              | Primeira Liga         | 28          | 0           | 1               | 0               | 1                 | 0                 | 0          | 0          | C1                             | 13                             | 0                              | -                        | -                        | 43    | 0     |
| 2022-2023             | SL Benfica              | Primeira Liga         | 31          | 1           | 2               | 0               | 0                 | 0                 | 0          | 0          | C1                             | 13                             | 1                              | -                        | -                        | 46    | 2     |
| 2023-2024             | SL Benfica              | Primeira Liga         | 31          | 2           | 5               | 1               | 2                 | 1                 | 1          | 0          | C1+C3                          | 6+6                            | 0+0                            | -                        | -                        | 51    | 4     |
| 2024-2025             | SL Benfica              | Primeira Liga         | 31          | 6           | 4               | 0               | 3                 | 0                 | -          | -          | C1                             | 12                             | 1                              | 4                        | 1                        | 54    | 8     |
| 2025-2026             | SL Benfica              | Primeira Liga         | 1           | 0           | 0               | 0               | 0                 | 0                 | 1          | 0          | C1                             | 2                              | 0                              | 0                        | 0                        | 4     | 0     |
| Sous-total            | Sous-total              | Sous-total            | 149         | 10          | 16              | 1               | 6                 | 1                 | 3          | 0          | -                              | 58                             | 2                              | 4                        | 1                        | 236   | 15    |
| Total sur la carrière | Total sur la carrière   | Total sur la carrière | 442         | 32          | 43              | 2               | 28                | 3                 | 7          | 0          | -                              | 152                            | 4                              | 4                        | 1                        | 676   | 42    |

### En sélection nationale
| Saison                | Sélection             | Phases finales          | Phases finales | Phases finales | Phases finales | Éliminatoires CDM | Éliminatoires CDM | Éliminatoires CDM | Matchs amicaux | Matchs amicaux | Matchs amicaux | Total | Total | Total |
| Saison                | Sélection             | Compétition             | M              | B              | Pd             | M                 | B                 | Pd                | M              | B              | Pd             | M     | B     | Pd    |
| --------------------- | --------------------- | ----------------------- | -------------- | -------------- | -------------- | ----------------- | ----------------- | ----------------- | -------------- | -------------- | -------------- | ----- | ----- | ----- |
| 2008-2009             | Argentine             | -                       | -              | -              | -              | 1                 | 0                 | 0                 | 1              | 0              | 0              | 2     | 0     | 0     |
| 2009-2010             | Argentine             | Coupe du monde 2010     | 3              | 0              | 0              | 2                 | 0                 | 0                 | 3              | 0              | 0              | 8     | 0     | 0     |
| 2010-2011             | Argentine             | -                       | -              | -              | -              | -                 | -                 | -                 | 1              | 0              | 0              | 1     | 0     | 0     |
| 2011-2012             | Argentine             | -                       | -              | -              | -              | 2                 | 0                 | 0                 | 2              | 1              | 0              | 4     | 1     | 0     |
| 2013-2014             | Argentine             | -                       | -              | -              | -              | -                 | -                 | -                 | 1              | 0              | 0              | 1     | 0     | 0     |
| 2014-2015             | Argentine             | Copa América 2015       | 5              | 0              | 0              | -                 | -                 | -                 | 4              | 0              | 0              | 9     | 0     | 0     |
| 2015-2016             | Argentine             | Copa América Centenario | 6              | 1              | 0              | 5                 | 0                 | 0                 | 2              | 0              | 0              | 13    | 1     | 0     |
| 2016-2017             | Argentine             | -                       | -              | -              | -              | 6                 | 1                 | 0                 | 1              | 0              | 0              | 7     | 1     | 0     |
| 2017-2018             | Argentine             | Coupe du monde 2018     | 4              | 0              | 0              | 4                 | 0                 | 0                 | 5              | 1              | 0              | 13    | 1     | 0     |
| 2018-2019             | Argentine             | Copa América 2019       | 6              | 0              | 0              | -                 | -                 | -                 | 2              | 0              | 1              | 8     | 0     | 1     |
| 2019-2020             | Argentine             | -                       | -              | -              | -              | -                 | -                 | -                 | 4              | 0              | 0              | 4     | 0     | 0     |
| 2020-2021             | Argentine             | Copa América 2021       | 5              | 0              | 0              | 5                 | 0                 | 0                 | -              | -              | -              | 10    | 0     | 0     |
| 2021-2022             | Argentine             | Finalissima 2022        | 1              | 0              | 0              | 10                | 0                 | 0                 | -              | -              | -              | 11    | 0     | 0     |
| 2022-2023             | Argentine             | Coupe du monde 2022     | 7              | 0              | 1              | -                 | -                 | -                 | 5              | 0              | 0              | 12    | 0     | 1     |
| 2023-2024             | Argentine             | Copa América 2024       | 5              | 0              | 0              | 6                 | 2                 | 0                 | 3              | 0              | 0              | 14    | 2     | 0     |
| 2024-2025             | Argentine             | -                       | -              | -              | -              | 9                 | 1                 | 0                 | -              | -              | -              | 9     | 1     | 0     |
| Total sur la carrière | Total sur la carrière | Total sur la carrière   | 42             | 1              | 1              | 50                | 4                 | 0                 | 34             | 2              | 1              | 126   | 7     | 2     |

## Palmarès

### En club
| Vélez Sarsfield (1)                                         | FC Porto (7) | Valence CF (0)                                                                               | Manchester City (9) | SL Benfica (4) |
| ----------------------------------------------------------- | --- | -------------------------------------------------------------------------------------------- | --- | --- |
| - Championnat d'Argentine (1) : - Champion : 2009 (Clôture) | - Championnat du Portugal (3) : - Champion : 2011, 2012 et 2013 - Coupe de la Ligue - Finaliste : 2013 - Supercoupe du Portugal (3) : - Vainqueur : 2011, 2012 et 2013 - Ligue Europa (1) : - Vainqueur : 2011 - Supercoupe de l'UEFA : - Finaliste : 2011 | - Emirates Cup (Amical) : - Vainqueur : 2014 - Trophée Naranja (Amical) : - Vainqueur : 2014 | - Premier League (2) : - Champion : 2018 et 2019 - Coupe d'Angleterre (1) : - Vainqueur : 2019 - Coupe de la Ligue (4) : - Vainqueur : 2016, 2018, 2019 et 2020 - Community Shield (2) : - Vainqueur : 2018 et 2019 | - Championnat du Portugal (1) : - Champion : 2023 - Vice-champion : 2024 et 2025 - Coupe du Portugal - Finaliste : 2021 et 2025 - Coupe de la Ligue (1) : - Vainqueur : 2025 - Supercoupe du Portugal (1) : - Vainqueur : 2023 et en 2025 - Finaliste : 2020 |

### En sélection nationale
| Argentine (4) |
| --- |
| - Coupe du Monde (1) : - Vainqueur : 2022 - Copa América (2) : - Vainqueur : 2021 et 2024 - Finaliste : 2015 et 2016 - Coupe des Champions CONMEBOL-UEFA (1) : - Vainqueur : 2022 |

### Distinctions personnelles
- Membre de l'équipe type de l'année 2012 au Portugal par le quotidien sportif O Jogo.
- Membre de l'équipe type du championnat d'Espagne en 2015.
- Membre de l'équipe type de la Copa América en 2015 et 2016.
- Membre de l'équipe type de Premier League en 2018.